# Markivka, Rozdilna
Markivka (în ucraineană Марківка) este un sat în comuna Stepanivka din raionul Rozdilna, regiunea Odesa, Ucraina.

## Demografie
Componența lingvistică a localității Markivka
     Ucraineană (94,41%)
     Rusă (4,28%)
     Română (1,32%)
Conform recensământului din 2001, majoritatea populației localității Markivka era vorbitoare de ucraineană (94,41%), existând în minoritate și vorbitori de rusă (4,28%) și română (1,32%).